# 1973년 미국-소련 밀 합의
1973년 7월, 소련은 미국으로부터 보조금 가격으로 10백만 쇼트톤 (9.1×106 t)의 곡물(주로 밀과 옥수수)을 구매했으며, 이는 전 세계 곡물 가격의 폭등을 야기했다. 1971년과 1972년의 작물 부족은 소련이 해외에서 곡물을 찾게 만들었다. 기근이나 다른 위기를 막으려 했던 소련 협상가들은 신용으로 곡물을 구매하는 거래를 성사시켰으나, 곧 신용 한도를 초과했다. 미국 협상가들은 소련과 세계 곡물 시장 모두가 부족을 겪었다는 사실을 알지 못했고, 따라서 구매에 보조금을 지급했으며, 이로 인해 이 사건은 "대곡물강도"라고 불리게 되었다. 이 전략은 역효과를 낳아 위기를 심화시켰는데, 전 세계 식량 가격은 최소 30% 상승했으며, 곡물 비축량은 크게 감소했다.

## 배경

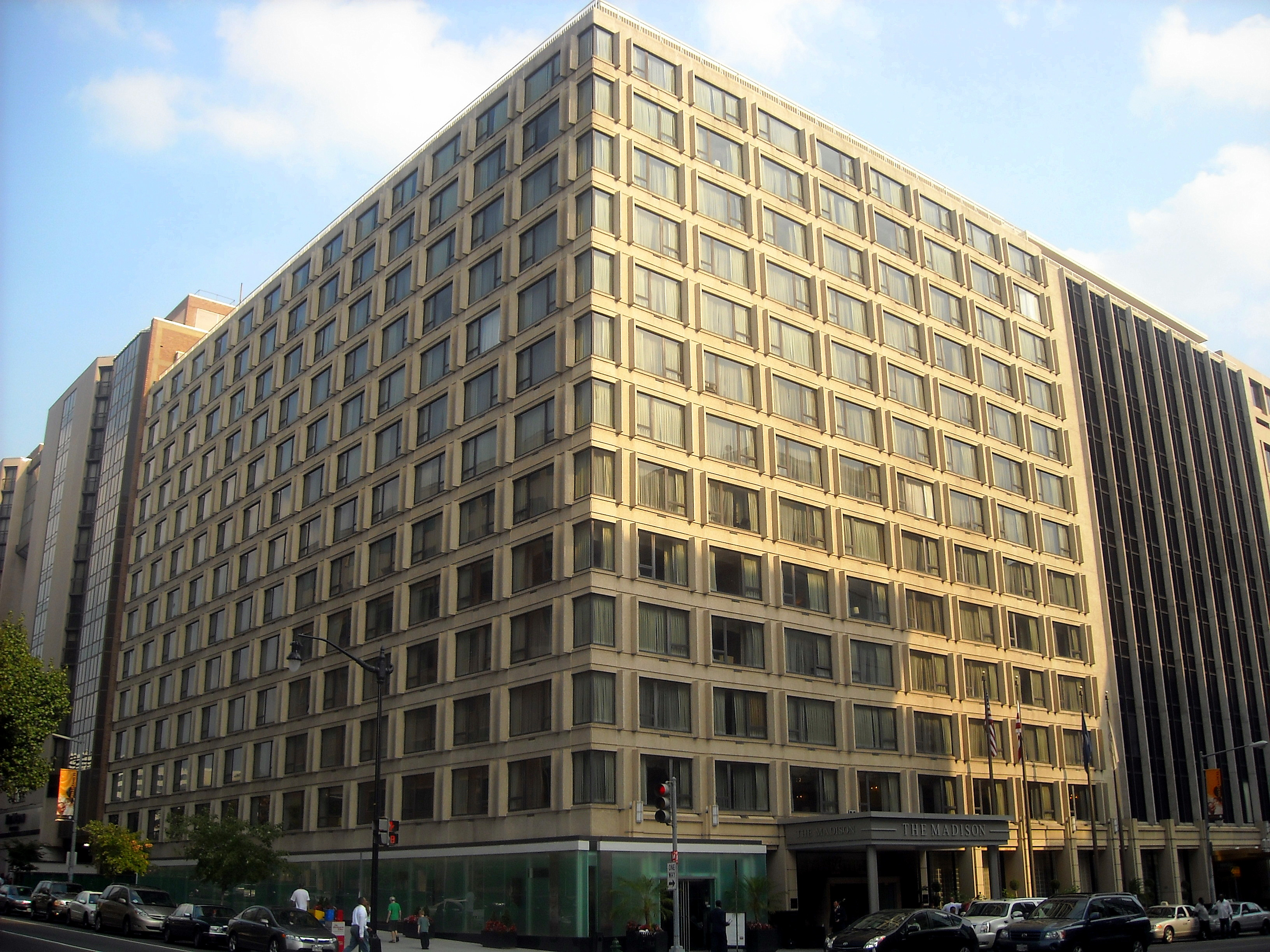
협상이 진행된 워싱턴 D.C.의 매디슨 호텔

소련의 농업 시스템, 추운 기후, 그리고 잦은 불규칙한 가뭄 때문에 소련에서는 흉작이 흔했다. 기후 문제로 인해 소련의 농지 대부분에서 농사가 불가능했기 때문에, 흑토대의 일부 지역만 농업에 적합했다는 사실이 문제를 더욱 악화시켰다.
1972년 유럽 전역에 가뭄이 들었다. 또한 소련은 2010년 북반구 여름 폭염과 맞먹는 극심한 더위로 여름을 보냈다. 이로 인해 소련은 곡물 수요를 충족시키기 위해 세계 시장에 눈을 돌리게 되었다.

## 사건
이 거래를 위한 주요 협상은 1972년 6월 20일 워싱턴 D.C.의 매디슨 호텔에서 진행되었으며, 소련 측에서는 대외 무역 장관 니콜라이 파톨리체프가 이끄는 팀과 니콜라이 벨로우소프가 이끄는 두 팀이 참여했다. 미국 측에서는 미국 곡물 사업체 대표들과 미국 정부 관계자들이 참석했다. 여기에는 곡물 거래 회사인 콘티그룹 컴퍼니즈 (구 컨티넨탈 그레인)의 CEO인 미셸 프리부르와 미국 농업부 차관 캐롤 브룬타버가 포함되었다. 1972년 7월 초, 미국 정부는 소련이 3년간 신용으로 최대 7억 5천만 달러어치의 미국산 곡물을 구매할 수 있도록 하는 협정을 체결했다. 그러나 소련은 한 달 만에 7억 5천만 달러를 소진하며 신용 한도를 빠르게 초과했다. 1972년 9월까지 소련은 미국 기업으로부터 최대 10억 달러의 곡물을 구매했으며, 프랑스, 캐나다, 호주 등 다른 국가에서도 더 많은 곡물을 구매한 것으로 추정된다.
미국 정부는 곡물 구매에 3억 달러를 보조금으로 지출했는데, 당시에는 소련이 1971년과 1972년에 막대한 흉작을 겪었다는 사실을 여전히 알지 못했다. 정부가 이 거래가 미칠 영향을 깨닫지 못한 한 가지 이유는 얼 버츠와 같은 많은 관리들이 소련이 곡물을 가축 사료용으로만 구매한다고 확신했기 때문이다. 세계 밀 재고가 적다는 사실을 깨닫지 못하고 소련의 흉작 보고를 무시함으로써 미국은 공공 자금을 사용하여 국내 식량 가격 상승에 의도치 않게 기여했다.

## 여파와 국제적 영향
곡물 거래가 발표된 몇 주 후, 지구 관측 위성 랜드샛 1호가 궤도에 진입했다. 만약 위성이 몇 달 더 일찍 발사되었더라면, 미국 협상가들이 소련 흉작의 규모를 파악할 수 있었을 것이므로 거래가 재고되거나 아예 일어나지 않았을 수도 있었다. 이 사건은 미국 정부가 적외선 위성 정보를 통해 전 세계 농업 생산량에 대한 더 많은 정보를 얻으려 노력하게 만들었다. 이 거래 이후, 많은 미국인들은 기업들이 정보에 대한 조기 접근권 때문에 유사한 상황에서 이점을 얻는 것에 대해 우려했다.
1973년 10개월 동안 전 세계 식량 가격은 최소 30% 상승했으며 일부 자료에서는 최대 50%까지 상승했다고 주장한다. 일부 영국 시장에서는 800 그램 (28 oz) 식빵 가격이 87% 인상되었다고 보고되었다. 전 세계 밀 재고는 기하급수적으로 감소했다. 호주는 1971년 대비 1974년에 93% 감소하여 가장 큰 타격을 입었다. 모든 국가가 동일하게 타격을 입지는 않았으며, 캐나다와 같은 일부 국가는 이 거래로 이득을 보았다. 캐나다 농부들은 자신들의 밀을 캐나다 밀 위원회에 팔았고, 위원회는 재고를 모아 공동으로 판매할 수 있었다.
당시 미국 언론은 이 사건을 "러시아 밀 거래" 또는 "소련 밀 거래"라고 언급했다. "대곡물강도"라는 용어는 1963년 대열차강도를 언급하는 말장난이며, 일반적으로 헨리 M. 잭슨 상원 의원이 만든 것으로 받아들여진다.

## 더 읽어보기
- Morgan, Dan (1979). 《Merchants of Grain》. New York: Viking.
- “Nation: The Great Wheat Deal”. 《Time Magazine》 (New York). 1963년 10월 18일. 2020년 3월 11일에 확인함.
- Staats, Elmer (1973년 4월 30일). “Examination Into Feed and Related Matters” (PDF). 2020년 3월 11일에 확인함.
- Staats, Elmer (1973년 7월 9일). “Russian Wheat Sales and Weaknesses in Agriculture's Management of Wheat Export Subsidy Program” (PDF). 2020년 3월 11일에 확인함.
- Staats, Elmer (1974년 2월 12일). “Exporters' Profits On Sales Of U.S. Wheat To Russia” (PDF). 2020년 3월 11일에 확인함.
- Trager, James (1973). 《Amber Waves of Grain》. New York: Arthur Fields. 243쪽. ISBN 0-525-63010-4.